# Toxoide

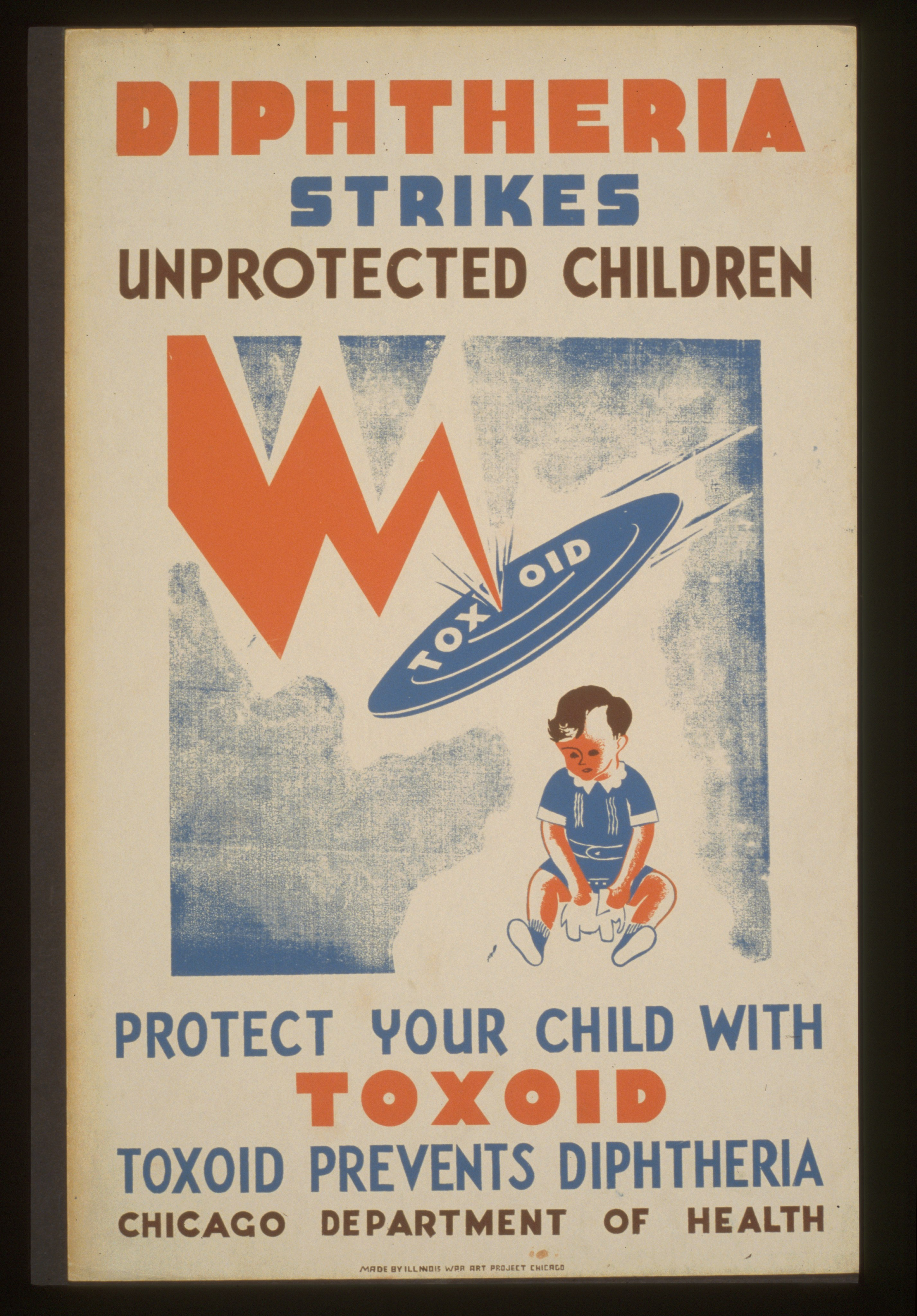
Póster para animar a los padres a vacunar a sus hijos con el toxoide de la difteria.

Un toxoide (en literatura internacional médica se conoce también como anatoxina) es una toxina bacteriana cuya toxicidad ha sido atenuada o suprimida por un producto químico (formol) o por efectos del calor, mientras que se mantienen otras propiedades, como su inmunogenicidad. De este modo, cuando se utiliza durante la vacunación se genera una respuesta inmune formando una memoria inmunológica contra los marcadores moleculares del toxoide, sin producir una enfermedad inducida por toxinas. 
Se utilizan toxoides en vacunas contra el tétanos, botulismo o difteria.